# برايان برايس
برايان برايس (بالإنجليزية: Brian Price)‏ هو لاعب كرة قدم أمريكية أمريكي، ولد في 10 أبريل 1989 في لوس أنجلوس في الولايات المتحدة.

## وصلات خارجية
- برايان برايس على موقع إي إس بي إن.كوم (أن.أف.أل)3
- برايان برايس على موقع مرجع كرة القدم المحترفة.كوم (الإنجليزية)